# Rak požiralnika
Rak požiralnika je rakava bolezen, ki najpogosteje vznikne na metaplastično spremenjeni sluznici spodnje tretjine požiralnika. Dve poglavitni obliki sta žlezni in ploščatocelični rak požiralnika. Spada med rakava obolenja z najslabšo prognozo. Glavni načini zdravljenja začetnih stadijev raka požiralnika so različni endoskopski posegi in kirurška odstranitev, čedalje več pa se uporabljajo različne kombinacije kemoterapije in obsevanja.

## Epidemiologija
Epidemiologija raka požiralnika se je v zadnjih desetletjih spremenila brez jasno znanega razloga. V razvitih zahodnih državah je namreč žlezni rak požiralnika nadomestil ploščatoceličnega. Za žleznim rakom največkrat obolevajo mlajši moški bele rase s prekomerno telesno težo iz višjega socialno-ekonomskega razreda.
Pojavnost raka požiralnika v Sloveniji je nizka, predstavlja manj kot 1 % vseh novo odkritih bolnikov z rakom. Najpogosteje zbolijo moški po 50. in 60. letu. Vendar je tudi v Sloveniji že skoraj polovica raka požiralnika žleznega izvora, medtem ko je ta v ZDA po številu že prehitel ploščatoceličnega.

## Dejavniki tveganja
Tako ploščatocelični kot žlezni rak požiralnika imata nekatere znane dejavnike tveganja za pojav bolezni:
- ploščatocelični rak: dolgotrajni kadilci so dvakrat bolj ogroženi od nekadilcev, tveganje je večje tudi pri čezmernih pivcih alkohola. Drugi dejavniki tveganja so še: kronično uživanje vroče hrane in pijače, slaba ustna higiena, enolična prehrana, nitrozamini v hrani in okolju, okužba s humanim papilomskim virusom, ahalazija kardije in Plummer-Vinsonov sindrom;
- žlezni rak: tveganje je povečano pri ljudeh z gastroezofagealno refluksno boleznijo (zgaga) in pri bolnikih z Barretovim požiralnikom – največkrat zbolijo osebe med 60. in 70. letom starosti.

## Simptomi in bolezenski znaki
Klinično se običajno izrazi s stopnjujočimi motnjami požiranja in hujšanjem. Pojavijo se lahko bruhanje krvi iz želodca ali požiralnika, izkašljevanje krvi, črno oziroma smolasto blato ter pri sistemsko napredovali bolezni kaheksija.

## Razvrščanje
Rak požiralnika se, kot druge oblike rakavih obolenj, razvršča glede na TNM-klasifikacijo, ki opiše tumor (T), bezgavke (N, angl. nodes) in zasevke (M, angl. mestastases):
| T | N | M                                                |
| --- | --- | ------------------------------------------------ |
| Velikost primarnega tumorja ter njegovo morebitno vraščanje v sosednja tkiva.                                                                      | Morebiten razsoj raka v sosednje bezgavke.                                                                                        | Prisotnost zasevkov v oddaljenih tkivih.         |
| TX – tumorja ni bilo možno izmeriti | NX – bližnjih bezgavk ni bilo možno pregledati                                                                                    | MX – zasevkov ni bilo možno določiti             |
| T0 – ni dokaza o prisotnosti primarnega tumorja (ni najden)                                                                                        | T0 – bližnje bezgavke niso rakavo spremenjene                                                                                     | M0 – zasevki niso bili najdeni                   |
| Tis – rakave celice se razraščajo le v najbolj vrhnjih plasteh tkiva, brez prodiranja v globlja tkiva                                              | N1 do N3 – številka ob črki N opiše velikost, lokacijo in število prizadetih bezgavk; višje je število, več bezgavk je prizadetih | M1 – rak je že zaseval – zasevki so bili najdeni |
| T1 do T4 – številka ob črki T opiše velikost oziroma vraščanje tumorja v sosednja tkiva; višja je številka, večji je tumor oziroma bolj se vrašča. | |                                                  |

## Zdravljenje
Zdravljenje raka požiralnika zajema kirurško zdravljenje, obsevanje ali kemoterapijo oziroma kombinacijo navedenih metod. Pri omejeni bolezni je predvideno samo kirurško zdravljenje, pri področno napredovalem raku požiralnika pa se bolezen dodatno zdravi s pooperativno ali predoperativno radiokemoterapijo (s kombinacijo protirakavih zdravil in obsevanja).

## Prognoza
Bolezen ima običajno slabo prognozo, v primeru zasevkov v bližnjih bezgavkah je 5-letno preživetje le 5–15 %. Med dejavniki, ki vplivajo na preživetje bolnikov z rakom požiralnika, je med prognostičnimi najpomembnejši razširjenost primarnega tumorja in prisotnost bližnjih ali oddaljenih zasevkov. Bolniki z zgodnjo obliko raka imajo bistveno boljše preživetje po radikalni kirurški resekciji, v primerjavi z bolniki z napredovalimi oblikami bolezni.